# Улица Арсена Одзелашвили
Улица Арсена Одзелашвили (груз. არსენა ოძელაშვილის ქუჩა) — улица в Тбилиси, в районе Мтацминда, от улицы Вахтанга Котетишвили, как продолжение улицы Павла Ингороквы, за тупиком Цхеми переходит в улицу Рици.

## История
Современное название с 1958 года (просто Арсена с 1923 года) в честь грузинского национального героя Арсена Одзелашвили (1797—1842).
Первоначальное название — Лабораторная, с 1900 года — Межевая
Интенсивная застройка района улицы происходила после вхождения Грузии в состав Российской империи (1805), в соответствии с утвержденными городскими властями планами, предопредилившими прямоугольное уличное членение.

## Достопримечательности
По фотографии Юрия Мечитова «Время полёта», сделанной на углу улицы с улицей Махарадзе, скульптор Важа Микаберидзе создал «летящий» образ для памятника режиссёру Параджанову в Тбилиси.
д. 5 —

## Известные жители
д. 2 — Габриэль Нинуа (мемориальная доска)